# Peugeot Type 16
La Peugeot type 16 est un vis-à-vis automobile conçu en 1897 par Armand Peugeot, fondateur de la marque en 1896. 87 exemplaires seront produits jusqu'en 1900.

## Historique
En 3 ans, il en venda 87 exemplaires ce qui est un succès. Il fait construire deux nouvelles usines à Audincourt près de Sochaux et à Lille. Le 2 avril 1896, Armand Peugeot se sépare des activités familiales de Peugeot Frères de son frère Eugène Peugeot et fonde la nouvelle société automobile Peugeot.

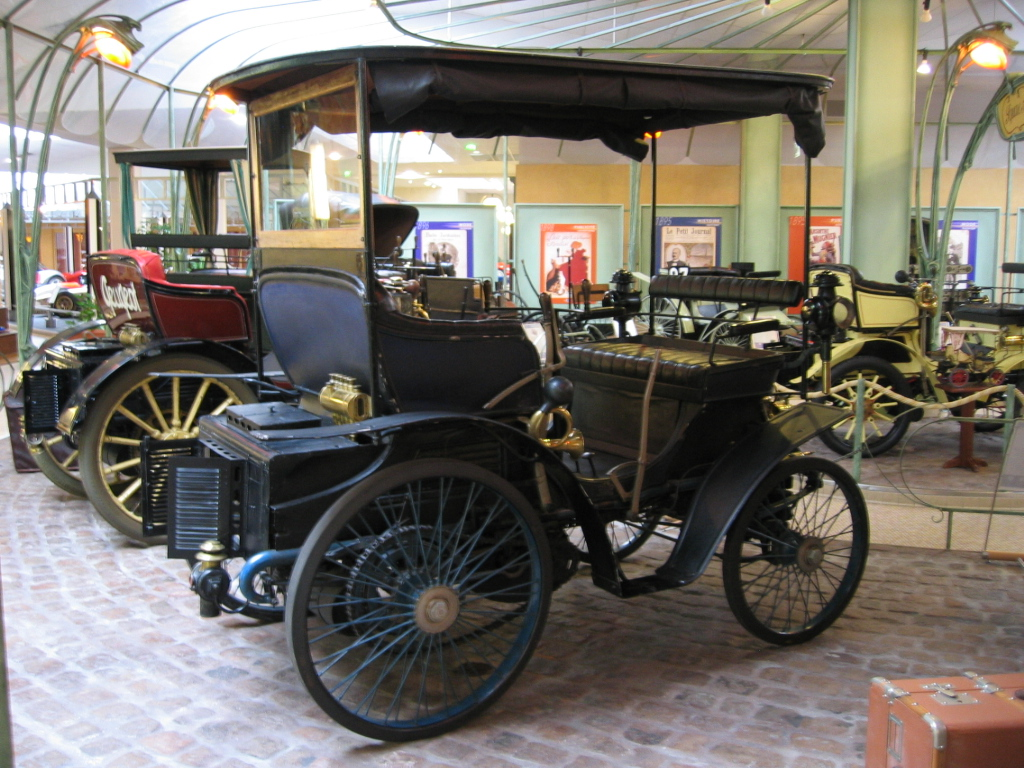
Peugeot type 16 de 1897.